# Proliferação arbustiva

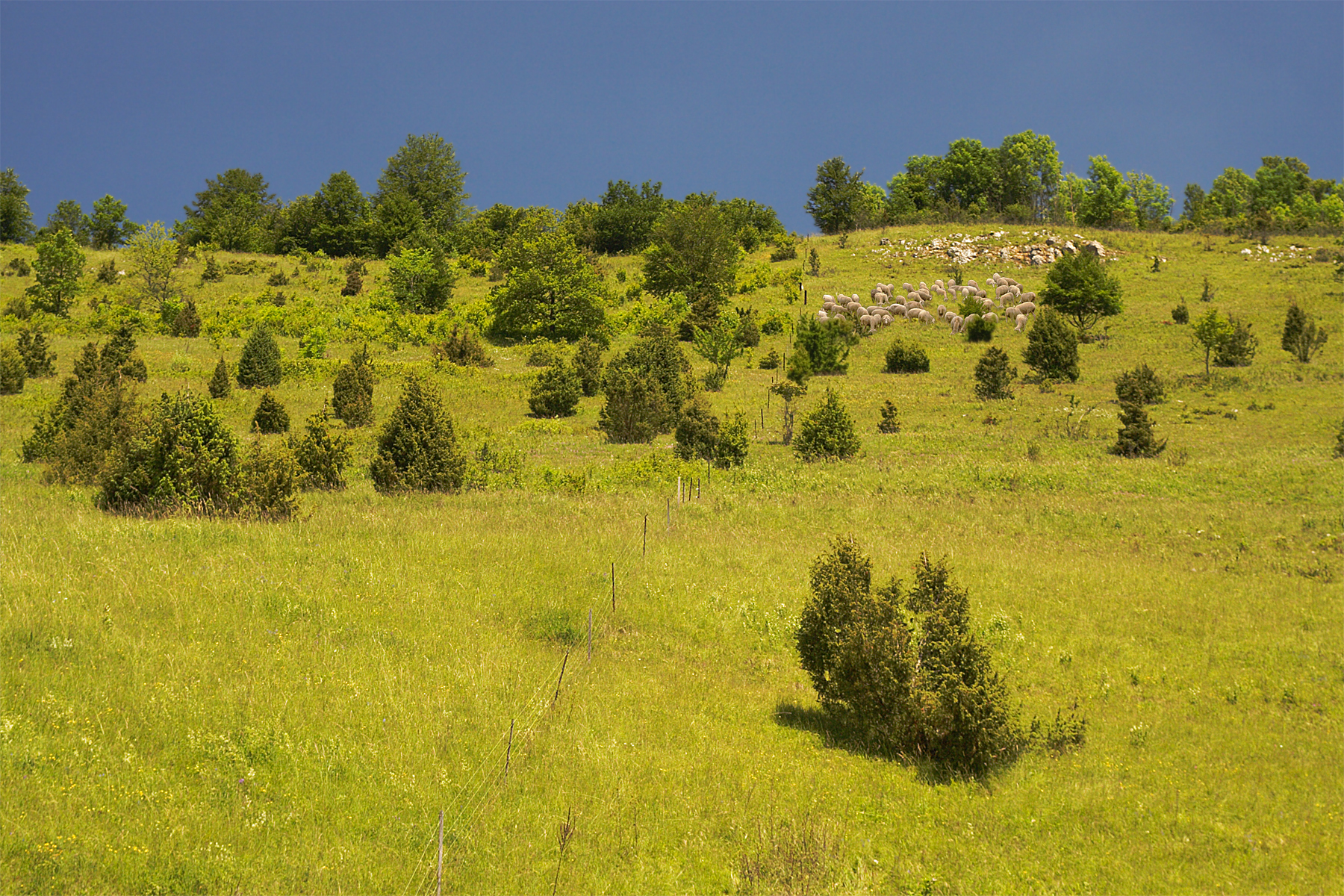
Proliferação arbustiva nos Alpes, Alemanha

A proliferação arbustiva (também proliferação dos arbustos) é um fenómeno natural caraterizado por um aumento na densificação de plantas lignificantes (arbusto e mato) ao custo da camada herbácea (grama). Muitas vezes é considerado como uma mudança de regime e como um sintoma de degradação da terra afetada. A proliferação arbustiva é considerada ter consequências negativas severas sobre serviços-chave ambientais como biodiversidade, produtividade da terra e recarga de água subterrânea. O fenómeno pode se referir a expansão de plantas nativas assim como a invasão de espécies invasoras. A proliferação arbustiva é encontrada através de ecossistemas varias e globalmente mostra caraterizações e intensidades diferentes. Entre as paisagens mais afetados do mundo é o Veld na África Austral.

## Causas
A primeira noção publicada da proliferação arbustiva provém do ano 1954 de um professor alemão. Há fatores vários que são considerados contribuir para o processo da proliferação de arbustos. A distinção pode ser feita entre proliferação arbustiva por causa de intensificação do uso da terra, por causa de uma invasão (com e sem intenção) e proliferação arbustiva como uma consequência de abandonamento da terra.

### Uso intensificado da terra

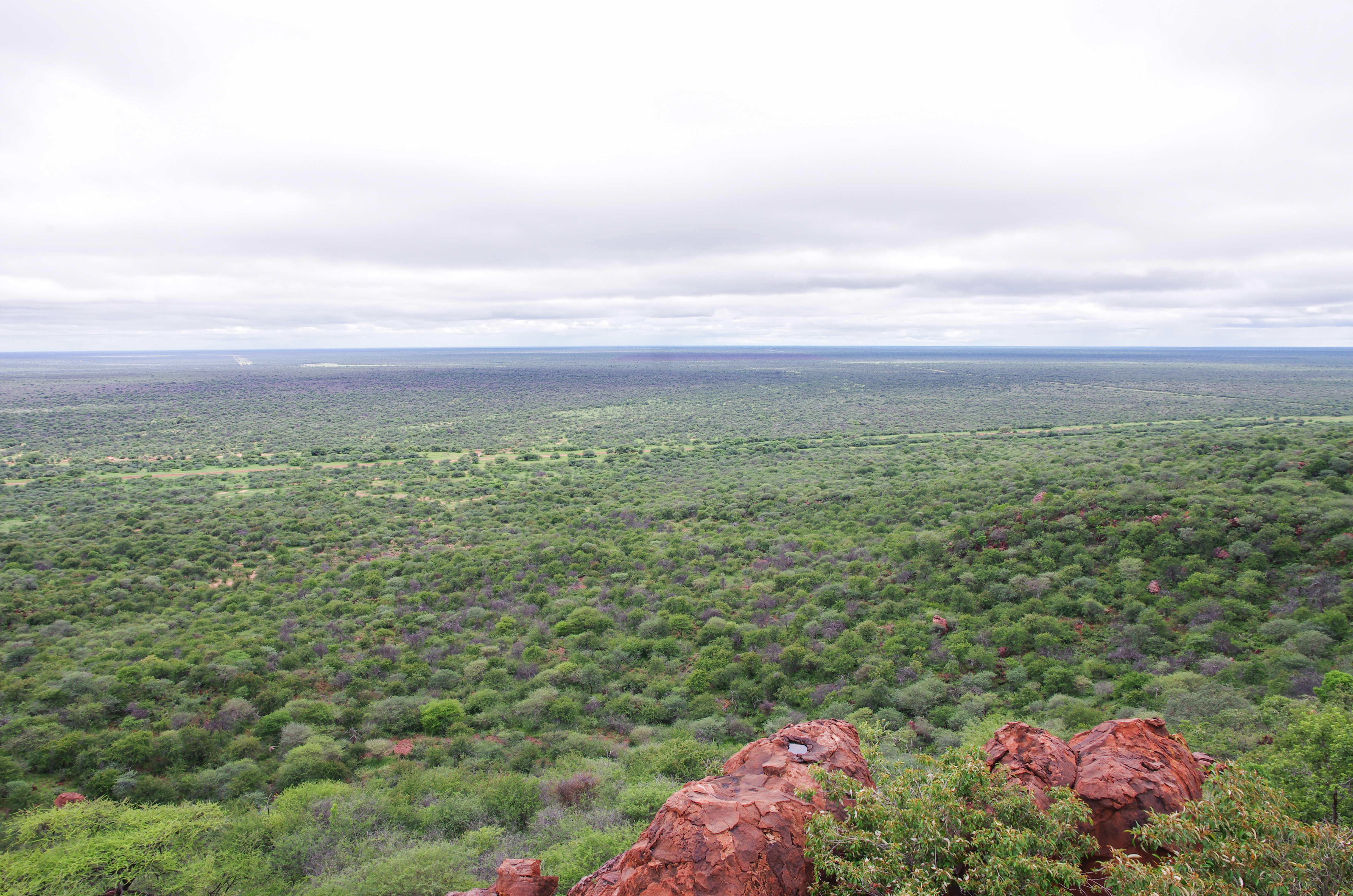
Proliferação arbustiva no Waterberg, Namíbia

Uma das causas principais de proliferação arbustiva é o uso intensificado da terra contextualizado no sobrepastoreio de pecuária extensiva. Isso pode acontecer como um resulto de sobre-população de gado, de cercamento de prado, falta de rotação de animais e ausência de períodos de repouso. O sobrepastoreio interpreta um papel especialmente sob condições climáticas secas onde precipitação é limitada. Nesse caso, um sobrepastoreio com gados bovinos ou outros gados pastorais reduzem a competição entre grama e arbustos favorecendo o último.
Uma outra causa de proliferação arbustiva é a redução da frequência e intensidade de incêndios selvagens naturais pelos proprietários de terras por causa do risco associado com eles. Se haja uma falta de incêndios fortes, consequentemente a mortalidade de arbustos é reduzida.
Além disso, a redução de podadores, por exemplo através de uma transformação a partir de habitats naturais para terras agrícolas, pode criar proliferação arbustiva também por que arbustos podem crescer sem entraves.

### Abandonamento da terra
Frequentemente proliferação arbustiva pode ser observada onde a terra previamente agrícola foi abandonada e uma sucessão ecológica tinha lugar. Um exemplo disso são as antigas florestas no Alpes na Europa que tinha sido convertido para campos antigamente e foram abandonadas mais tarde. 

### Mudanças climáticas
Em alguns lugares, uma taxa mais acelerada da proliferação arbustiva pode ser associada com as mudanças climáticas. Primeiramente, espécies lignificantes beneficiam de uma concentração aumenta de CO2 na atmosfera. Isso é devido o fato que plantas lignificantes com uma fixação do carbono C3 prosperam mais do que grama C4 sob concentrações de dióxido de carbono alto.

## Impacto
Vários serviços ambientais são afetados negativamente pela proliferação arbustiva. Exemplos disso são a biodiversidade, a recarga de água subterrânea e a produtividade da terra.

### Biodiversidade
Arbustos se espalham às custas de outro espécies, potencialmente reduzindo a diversidade das plantas e os habitats de animais. Estes efeitos são específicos do contexto, por exemplo uma metanálise de 43 publicações entre 1978 e 2016 revelou que a proliferação de arbustos tem efeitos distintivamente negativos em diversidade de espécies na África, especialmente nos mamíferos e na herpetofauna, enquanto os efeitos na América do Norte foram positivos. Um estudo de 30 anos da proliferação arbustiva no Brasil revelou uma retração da diversidade de espécies por 27%.
Há provas da retração da biodiversidade, entre outras:
- Vegetação: Estudos na África do Sul revelou que a riqueza de espécies da grama reduziu por mais do que 50% sob proliferação arbustiva intensa.[12] Na América do Norte, uma metanálise de 29 estudos de 13 comunidades de pasto diferentes descobriu que a riqueza de espécies decresceu em média por 45% sob proliferação de arbustos.[13] Entre as espécies mais afetadas é por exemplo uma espécie de orquídea que se chama Cypripedium candidum.

- Mamíferos: Proliferação arbustiva pode causar deslocamento de herbívoros e outros tipos de mamíferos que preferem áreas abertas. Entre as espécies mais afetadas por proliferação arbustiva são felinos como a chita[14] bem como herbívoros como o cacu e o hirola.

- Aves: entre outros, algumas aves afetadas negativamente por proliferação arbustiva são o secretário,[15] o turaco unicolor, o beija-flor-de-marico, o Heteromirafa archeri,[16][17] a codorniz-da-virgínia e a abetarda-gigante.[18] Em pastos norte-americanos a quebra da população de aves por causa da proliferação arbustiva foi identificada como uma preocupação crítica da conservação.
- Insetos: proliferação de arbustos é associada com a perda de espécies e a redução da riqueza de espécies de insetos nos habitats abertos como borboletas[19] e formigas.[11]

Além disso o potencial de turismo safári é considerado a reduzir em áreas altamente afetadas pela proliferação arbustiva pela razão de visitantes optando por áreas com uma melhor visibilidade de animais selvagens.    

### Recarga de água subterrânea
Proliferação arbustiva está ligada frequentemente a uma recarga de água subterrânea reduzido por causa de uma consumpção da água de chuva mais alta pelos arbustos comparando com gramas. Um indivíduo de uma das plantas principais da proliferação arbustiva na Namíbia, da Senegalia mellifera, pode usar 38,9 litros de água por dia. Não obstante, experiencia concreta com mudanças da recarga de água subterrânea se baseia em anedotas ou projetos de pesquisa regionalmente e temporalmente limitados. Enquanto haja consenso que a proliferação arbustiva tem um impacto ecohidrológico em geral, estudos mostraram que as implicações à recarga se distinguem baseado nas propriedades do solo. Dependendo do contexto, controle de arbustos pode ser um método efetivo para melhorar a recarga de água subterrânea.

### Produtividade da terra
Proliferação arbustiva diretamente impacta a produtividade da terra como documentado no contexto da capacidade de carga. Na Namíbia na África Austral é assumido que a capacidade de carga decresceu por dois terços durante as últimas décadas por causa da proliferação arbustiva. Na África Oriental há provas que um aumento de cobertura arbustiva por 10% diminui o pastoeiro por 7%, com a pastagem se torna inútil quando a cobertura chega a 90%.

## Controle de arbustos

### Propósito de controle
Controle de arbustos ou gestão de arbustos se refere às ações que visam a controle de densidade e composição de arbustos numa área determinada. Tais medidas quer sirva reduzir riscos associados com proliferação arbustiva como incêndios selvagens quer tente reabilitar os ecossistemas afetados. A literatura enfatiza que é difícil alcançar uma restauração de áreas afetadas da proliferação arbustiva a um estado anterior e recuperação de serviços-chave de ecossistema pode ter vida curta ou não ocorrer.
Métodos de intervenção e tecnologias devem ser específicos de contexto a fim de atingir o resultado desejado. Esforços correntes de remoção de plantas seletiva são considerados desacelerar ou parar a proliferação arbustiva nas áreas respectivas, mas também podem ser ultrapassados por proliferação continuada.
Há três categorias das medidas diferentes que podem ser distinguidas:
- Medidas preventivas (práticas de gestão da terra sustentável): aplicação de práticas da boa gestão provadas a fim de prevenir o crescimento excessivo de espécies lignificantes, por exemplo atreves de taxas de ligação de gado adequadas e pastejo rotacional no âmbito da agricultura de pastagem.
- Medidas responsivas (desbastamento de arbustos): a redução da densidade dos arbustos através a colheita dirigida de arbustos.
- Medidas da manutenção (cuidados posteriores, “aftercare”): medidas contínuas e repedidas de manutenção da densidade de arbustos e composição que tem sido estabelecido através o desbastamento de arbustos.[28]

### Métodos de controle
Há três métodos de controle de arbustos:
- Controle natural: através da introdução de podadores (como antílopes, cabras ou megaherbíveros) ou da aplicação do fogo em regiões onde incêndios selvagens normalmente ocorre.[29][3][30][31]
- Controle mecânico: a colheita de arbustos com equipamento manual ou mecanizado
- Controle químico: a aplicação de arboricidas a fim de matar o arbusto